# فلاديمير تاتلين
فلاديمير تتلن (بالروسية: Владимир Евграфович Татлин ؛ بالإنجليزية: Vladimir Tatlin) معماري وفنان روسي (1885-1953)، من رواد المدرسة البنائية الروسية. أقام مع الفنان الروسي كاسمير مالفيتش أول معرض للفن المستقبلي الروسي في سانت بطرسبيرغ في 1915.

## حياته المهنية

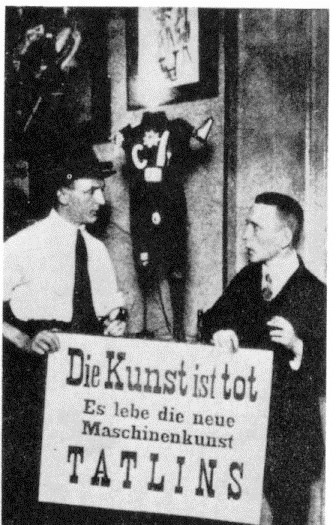
لقد مات الفن…" غروس وهارتفيلد في معرض الدادية في برلين عام 1920.

عمل وتنقل بين خاركوف، وبينزا، وموسكو، وسانت بطرسبيرغ، وكييف. دَرَسَ في معهد موسكو للتصوير والنحت والعمارة، وفي المعهد الفني في بينزا، وشارك في معارض عدة: «ذيل الحمار» في عام 1912، و«عالم الفن» (1913)، و«شاب الديناري» (1913)، و«اتحاد الشباب» (1911-1914)، و«ترامواي» (1915)، و«دُكّان» (1916)؛ أصبح رئيس تجمع الاتحاد اليساري لفناني موسكو، وتجمع الاتجاهات الجديدة في عام 1920.
وفي عام 1913 زار برلين وباريس وفيها تعرّف ببيكاسو، وتأثّر بتجاربه وبناءاته التي كان يقوم بتنفيذها بتقانة التلصيق collage والتجميع مستخدماً مواد معدنية وخشبية. وفور عودته إلى روسية، أنتج أعمالاً هي بناءات من الخشب والمعدن والورق المقوى إضافة إلى مستويات مغطاة بمادتي الجبس والزجاج وسماها (بروز وبروز مضاد).
في عام 1922 أُنشئ المعهد الوطني للثقافة الفنية في سانت بطرسبيرغ، وتوجه حماس فناني المعهد إلى: التركيبة الفراغية، من مبدأ إعادة التشكيل في الطبيعة، وترأس أقسام المعهد تاتلين وماليفيتش، وكانا قد أسهما معاً في عروضٍ مشتركة: و«ترامواي B» و«ذيل الحمار». وانضم إل ليسيتزكي (لازار) إلى بنائية تاتلين بعد عودته من الدراسة، وعملا معاً في المعهد العالي التقني ـ الفني في موسكو، في كلية تصنيع الخشب والمعدن.

## أعماله
من أعمال تاتلين بالغة الأعمية في هذا السياق، تصميمه في العام 1919 للنصب التذكاري لذكرى المؤتمر الاشتراكي العالمي الثالث الذي كان على هيئة برج معدني ضخم بارتفاع يعادل ضعف ارتفاع الإمباير ستيت في نيويورك، بارتفاع 400 م يتكون من لولبين حلزونيين بداخلهما أربع حجوم أساسية من المفترض أن تحوي كل منها على قاعة مخصصة لاجتماعات مجالس ولجان معينة. وكان من المفترض أن تدور كل منها حول محور مستقل لكل منها، بحيث تتم كل قاعة دورة كاملة في فترة زمنية تتناسب ومواعيد الاجتماعات والنشاطات. لم يتم تنفيذ هذا التصميم لكن عندما تم عرض المجسم الخشبي المصغر لهذا التصميم الطموح لأول مرة عام 1920 إعتلته راية من قماش كتب عليها «المهندسون يصنعون الأشكال الجديدة». وكانت هذه إشارة صريحة إلى نزعة حداثية لتمجيد الآلة والإنجازات التكنلوجية للعصر الصناعي، كما في النزعات المستقبلية الإيطالية.

## وصلات خارجية
- فلاديمير تاتلين على موقع الموسوعة البريطانية (الإنجليزية)
- فلاديمير تاتلين على موقع إن إن دي بي (الإنجليزية)